# Natalla Łańko
Natalla Łańko (błr. Наталля Ланько; ur. 22 października 1994) – białoruska zapaśniczka walcząca w stylu wolnym. 
Zajęła trzynaste miejsce na mistrzostwach Europy w 2019. Druga na ME U-23 w 2017 i trzecia w 2016 roku.